# Krassen Kralev
Pour les articles homonymes, voir Kralev.
Krassen Kralev (Красен Кралев, en bulgare), né le 2 janvier 1967 à Varna, est un homme politique bulgare. Il est élu député en 2014 puis devient ministre de la Jeunesse et des Sports de novembre 2014 à janvier 2017 et de mai 2017 à mai 2021.